# 響度
響度（英文：loudness），又稱音量，是量度聲音大小的知覺量，符號為 N，常用單位為宋。與聲強不同，響度是受主觀知覺影響的物理量。在同等聲強下，不同頻率的聲音會造成不同的聽覺感知，因此量度響度時，須對不同頻率的聲音作出修正。研究聲音和聽覺感知的關係，屬心理聲學的範疇。響度的常用單位是宋。另一個相關的物理量，是以對數尺度表示的響度級（loudness level），符號為 LN，常用單位為方。要注意，宋和方都不屬於國際單位制。

## 等響曲線

等響度曲線。在 3 000 Hz 左右的頻率範圍，較低的聲壓級都能造成相同的響度，代表聽覺對該段頻率的聲音較為敏感。

對人類聽覺來說，愈高的聲壓或聲強，會造成愈大的聽覺感知。而在人類的可聽頻率範圍（20 Hz 到 20 000 Hz）中，由於聽覺對 3 000 Hz 左右的聲音較為敏感，該段頻率也能造成較大的聽覺感知。
首先對聲音頻率和聽覺感知進行量化研究的，是美國的物理學家哈維·弗萊徹。1933年，他和蒙森以純音作實驗，找出不同頻率和聲壓的組合，使得聲音能造成相同的聽覺感知。他們將結果畫成曲線，稱為弗萊徹－蒙森曲線（Fletcher–Munson curves）。1956年，又出現另一個版本，稱為羅賓遜－達森曲線（Robinson–Dadson curves ）。 2003年，在更加國際化的調查研究基礎之上，國際標準化組織發布了作為國際標準的ISO 226:2003，稱為等響曲線（equal-loudness curves）。
等響曲線的橫坐標為頻率，縱坐標為聲壓級。在同一條曲線之上，所有頻率和聲壓的組合，都有着一樣的響度。最下方的曲線表示人類能聽到的最小的聲音響度，即聽閾。等響曲線反映了響度聽覺的許多特點：
- 聲壓級愈高，響度一般也愈高。
- 響度頻率有關，相同聲壓級的純音，頻率不同，響度也不同。
- 對於不同頻率的純音，提高聲壓級帶來的響度增長，也有所不同。

## 以方計算的響度級
「方」（phon）是量度聲音響度級 LN 的常用單位，定義為一個 1 000 Hz 純音，能帶來與該聲音相同響度時，所對應的聲壓級的數值（以 dB SPL 為單位）。舉例來說，一個 60 phon 的純音，和一個 1 000 Hz、60 dB SPL 的純音，有着相同的響度。
一個 60 phon 的純音，必定比一個 40 phon 的純音更為響。但是，我們不能說前者的為我們帶來的聽覺感知，是後者的 1.5 倍。以方計算的響度級是對數尺度，其數值和聽學感知並非線性關係。

## 以宋計算的響度
從心理聲學研究中發現，在 40 phon 以上的區域，當聲強提高十倍時，人類的聽覺感知只會提升兩倍。這可能是因為在提升聲強時，聽覺細胞會出現飽和，使得給予大腦的信息不能按比例增加。聲強提高十倍時，聲強級則增加 10 dB SIL。對於一個 1 000 Hz 的純音，響度級也相應增加 10 phon。為了讓響度 N 和聽覺感知呈線性關係，心理學家斯坦利·史蒂文引入另一個響度單位「宋」（sone）。對於一個純音，40 phon 被定義為等同於 1 sone；若聽覺感知提升兩倍，則對應於 2 sone；聽覺感知只有一半，則對應於 0.5 sone，如此類推。
方和宋的換算公式如下：
{\displaystyle N=2^{\frac {L_{\mathrm {N} }-40}{10}}} ；
{\displaystyle L_{\mathrm {N} }=10\log _{2}\left({\frac {N}{0.0625}}\right)} 。
這兩條公式適用於任何頻率的純音。
對於一個 1 000 Hz 的純音，聲強和響度如下表對應：
| 聲強 (W m-2) | 聲強級 (dB) | 響度級 (phon) | 響度 (sone) |
| ------------ | ----------- | ------------- | ----------- |
| 10-10        | 20          | 20            | 0.25        |
| 10-9         | 30          | 30            | 0.5         |
| 10-8         | 40          | 40            | 1           |
| 10-7         | 50          | 50            | 2           |
| 10-6         | 60          | 60            | 4           |
| 10-5         | 70          | 70            | 8           |
| 10-4         | 80          | 80            | 16          |
根據公式換算，聽閾 LN = 0 phon 所對應的響度，就是 N0 = 0.0625 sones 。換句話說， 0.0625 sone 是人類能察覺到的聲音的最小響度。但也有研究提出，在低於 40 phon 的情況下，以上換算關係可能失效，須另作修正。

## 響度與時長
聽閾上的聲音如果頻率和聲強都不變、時長增加，它的響度也可能隨之增大。下圖中有三條等響度曲線，線上各點的響度分別相當於聲強級為20、50和80dB的1000Hz純音的響度，它們的時長是500ms。隨著聲音時長的增加，所需的等響度的聲強級減少；在80ms之前變化最大，之後漸趨緩慢。

## 響度和語言
在語言和言語中，可以改變音高、音長和/或音強等，從而改變某些音節或語音成分的響度，即為輕重音。不同的語言中，改變響度時所側重的要素不同。語言中，響度不僅跟音強有關，跟音高、音長的關係更加密切:44。
漢語普通話中的響度較小的輕聲，主要是靠縮短時長來實現的。 英語中的重音則主要靠提高音高。